# 察罕殿齐·罗布桑图布丹拉格
察罕殿齐·罗布桑图布丹拉格（1777年—1834年）蒙古族，东土默特左旗人，第四世察罕殿齐活佛。

## 生平
罗布桑图布丹拉格于乾隆四十二年（1777年）生于东土默特左旗贝勒苏德那木巴拉珠尔的府内。苏德那木巴拉珠尔十分喜爱这个儿子。罗布桑图布丹拉格5岁入瑞应寺坐床，正式成为察罕殿齐活佛。他先后九次到北京朝见清朝皇帝（一说从7岁起先后十三次到北京朝见清朝皇帝）。他积极扩建瑞应寺、请佛经、铸佛像。
经道光帝恩准，理藩院授予罗布桑图布丹拉格一枚印章，印章上用满文、蒙古文、藏文刻有“tuimet-un iasag ta blam-a caqan tiian'ci quduqtu-iin' tamaq-a::tumet-i jasag da lama cagan diyanci kuituktu-i doron:: ”（“土默特扎萨克达喇嘛察罕殿齐呼图克图之印”） ，根据《阜新蒙古族自治县民族志》记载，授予时间是清朝道光四年（1824年）。
道光十四年正月二十三日（1834年），罗布桑图布丹拉格圆寂，享年58岁。